# Petrolia (Californie)
Pour les articles homonymes, voir Petrolia.

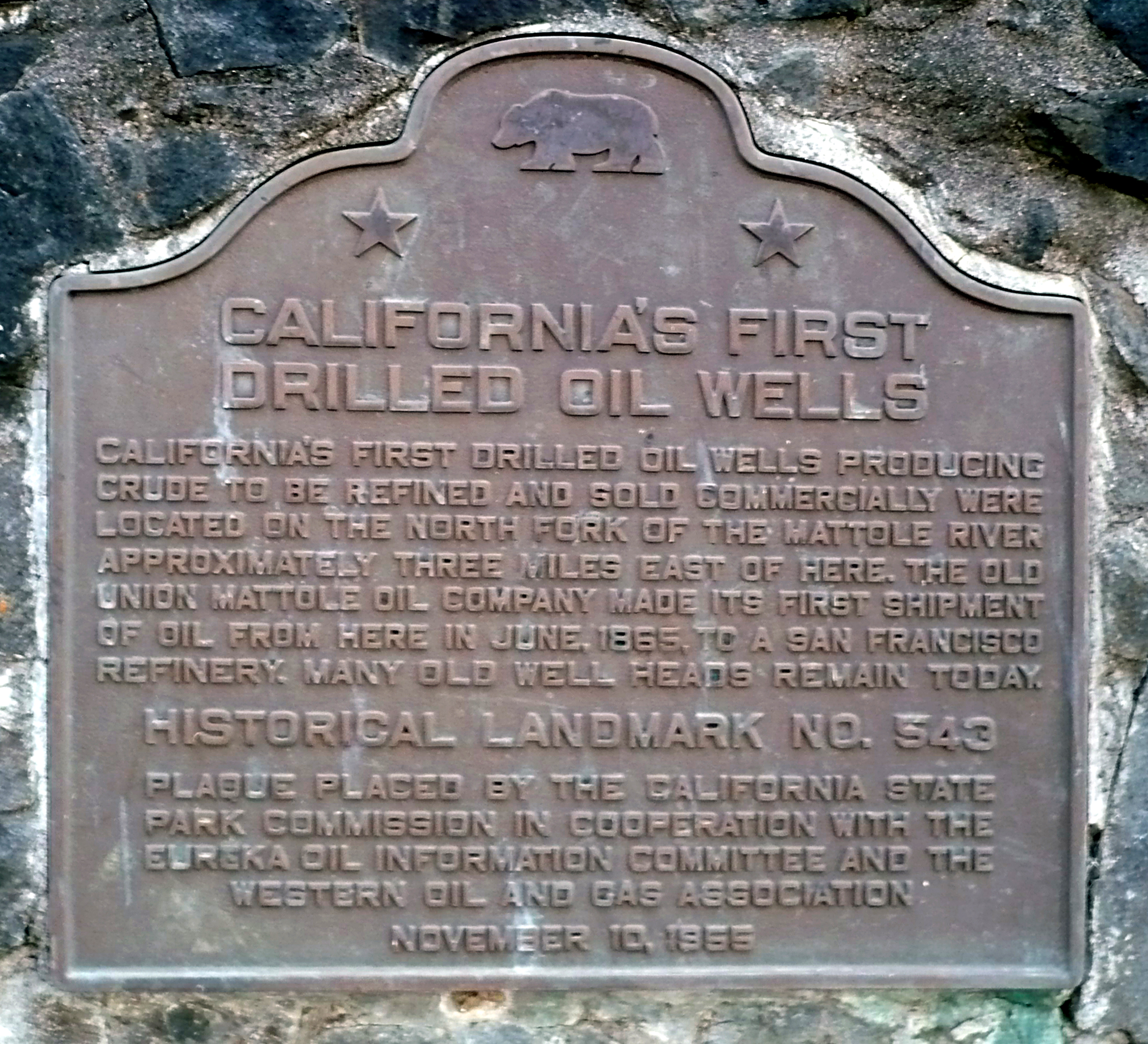
Plaque historique à Petrolia

Petrolia est une communauté non incorporée du comté de Humboldt, en Californie.
C'est en 1865 le premier site de Californie où du pétrole a été extrait.